# HD139202
HD139202 — хімічно пекулярна зоря спектрального класу A0, що має видиму зоряну величину в смузі V приблизно  7,0.
Вона  розташована на відстані близько 405,2 світлових років від Сонця.